# Petr Malásek
Petr Malásek starší (* 10. června 1964 Praha) je český klavírista a skladatel.

## Životopis

### Dětství a dospívání
Na klavír hraje od pěti let.
Jeho otec Jiří Malásek byl pianista a skladatel. Když mu bylo devatenáct let, otec zemřel.

### Vzdělání
Studoval také na hudební fakultě Akademie múzických umění (skladba u Jiřího Pauera a Václava Riedlbaucha v letech 1985–1990).

### Profesní
Většinu života byl ve svobodném povolání, nyní se vrátil na pražskou konzervatoř, kde vyučuje skladbu na populárním oddělení. Od roku 1990 spolupracoval jako pianista a kapelník se šansoniérkou Hanou Hegerovou. Doprovázel i zpěvačku Martu Kubišovou.
Těžištěm Maláskovy umělecké činnosti je skladba. Komponuje především scénickou hudbu pro film, divadlo a televizi. Až dosud (k roku 2003) vytvořil více než 120 titulů tohoto typu.
V roce 2003 byl nominován na filmovou cenu Český lev v kategorii Nejlepší hudba. Dosavadní tvorba prokazuje především silnou melodickou invenci, stylovou pružnost a mnohostrannost a instrumentátorskou zručnost. Ve své pianistické profesi je Malásek vyhledáván rovněž jako citlivý doprovázeč.
Od roku 2000 doprovází na koncertech Lucii Bílou, rovněž působí jako producent na albech: Modi, Bílé Vánoce Lucie Bílé II.

### Soukromý život
Jeho manželkou od 18. října 1996 je herečka Dana Morávková. Mají spolu syna Petra Maláska mladšího (* 1998).

## Filmografie

### Skladatelská filmografie
- 1986 – O houbovém Kubovi a princi Jakubovi
- 1990 – Jako Vojtěch pro princeznu do ohně skočil
- 1993 – Záhada hlavolamu
- 1993 – Stalo se na podzim
- 1994 – Zlaté hejno
- 1994 – Pokoj u trati
- 1995 – Kulihrášek a zakletá princezna
- 1996 – Slavík
- 1998 – Cestující bez zavazadel
- 1999 – Nebát se a nakrást
- 1999 – Kašpárkovy rolničky
- 2000 – To jsem z toho jelen
- 2001 – Z pekla štěstí 2
- 2001 – Andělská tvář
- 2002 – Prsten kohouta Alektrya
- 2002 – Na psí knížku
- 2003 – Strážce duší
- 2003 – Maryška
- 2005 – Žil jsem s cizinkou
- 2005 – Ulice
- 2005 – Pohádka o houslích a viole
- 2006 – Slečna Guru
- 2006 – Jak se krotí krokodýli
- 2008 – Tajemství dešťového pokladu
- 2008 – Fredy a Zlatovláska
- 2008 – Bekyně mniška
- 2009 – Peklo s princeznou
- 2009 – Líbáš jako Bůh
- 2009 – Hospoda U Bílé kočky
- 2009 – Miloš Forman: Co tě nezabije...
- 2012 – Líbáš jako ďábel
- 2015 – Andílek na nervy

### Herecká filmografie
- 1994 – Zlaté hejno
- 2004 – Snowboarďáci
- 2005 – Snowboarďáci
- 2006 – Kde lampy bloudí
- 2008 – Nestyda (Nořin Pianista)

### Dokumentární
- 2002 – Film o filmu: Andělská tvář
- 2009 – 13. komnata Marty Kubišové
- 2011 – Bílé Vánoce Lucie Bílé v Opeře
- 2012 – Tribute
- 2012 – Marta Kubišová 70
- 2013 – Díky nejen za jazz, pane prezidente

### TV pořady
- 1995 – Horoskopičiny
- 1997 – Miroslav Donutil ve Spirále
- 2001 – Bílé Vánoce Lucie Bílé
- 2003 – Banánové rybičky – díl Jak si užít velikány
- 2005 – Banánové rybičky – díl Jak využít sebevědomí
- 2007 – Hádej, kdo jsem
- 2007 – Dobročinná akademie aneb Paraple 2007
- 2008 – Zoom
- 2008 – Po stopách hvězd – Marta Kubišová
- 2008 – Top star magazín
- 2008 – Top star magazín
- 2009 – Top star magazín
- 2010 – Anno 2009
- 2010 – Ceny Anděl 2009
- 2010 – VIP zprávy
- 2011 – TýTý 2010
- 2011 – Prominenti
- 2012 – Všechnopárty
- 2012 – Zrcadlo tvého života
- 2012 – Český lev 2011
- 2012 – StarDance ...když hvězdy tančí
- 2013 – Kurňa, co to je?
- 2013 – Copak bych vám lhal?
- 2013 – StarDance ...když hvězdy tančí
- 2014 – TýTý 2013
- 2014 – Ceny Thálie 2013
- 2014 – Český slavík Mattoni 2014

### Dabing
- 2009 – TV film Mikulášovy patálie – Virgile Tirard (Jáchym)[3]
- 2009 – TV film Astro Boy[4]

## Divadlo

### Hudba
- Pražská konzervatoř
  - 1981 – Bubny a trumpety[5]
  - 1982 – Klec[6]
- Divadlo Jiřího Wolkera
  - 1985 – Viola[7]
  - 1986 – Pohádka o Popelce[8]
  - 1987 – Tvrdohlavá žena[9]
  - 1987 – Kašpárkova cesta za štěstím[10]
  - 1990 – Bylo nás pět[11]
  - 1990 – Kapitán Fracasse[12]
- Státní divadlo Ostrava
  - 1988 – Popelka a princ – scénická hudba[13]
  - 1989 – Skřivánek[14]
- Východočeské divadlo Pardubice
  - 1988 – Dům Bernardy Albové[15]
  - 1989 – Mrtvá živá voda[16]
  - 1989 – Zojčin byt[17]
  - 1993 – Tři zlaté vlasy děda Vševěda[18]
- Státní divadlo Oldřicha Ctibora Olomouc
  - 1991 – Starci na chmelu – hudební úprava[19]
- Jihočeské divadlo
  - 1992 – Koncert[20]
  - 1996 – Králík Králíček[21]
  - 2002–2004 – Večer tříkrálový aneb Cokoli chcete[22]
  - 2005 – Muž sedmi sester – hudební spolupráce[23]
  - 2007–2011 – Donaha! – hudební spolupráce (nahrávka)[24]
- Městská divadla pražská (Divadlo Rokoko)
  - 1992–1996 – Don Quijote a Číňani[25]
  - 1992–1994 – Ondina[26]
  - 1992 – Chyba[27]
  - 1992 – Birthday party – hudební spolupráce[28]
  - Od 1993 – Růže pro Algernon[29]
- Divadlo Na Starém Městě
  - 1992 – Šípková Růženka[30]
- Státní divadlo Ostrava (Divadlo Antonína Dvořáka)
  - 1992 – Pekelník[31]
- Státní divadlo Ostrava (Divadlo Jiřího Myrona)
  - 1992 – Fiesco a jeho janovské spiknutí[32]
  - 1993 – Jak se vám líbí[33]
- Národní divadlo
  - 1993 – Malý pan Friedemann, Psycho – hudební úprava[34]
  - 1995 – Coppélia – hudební úprava – prolog, epilog[35]
  - 2000 – Malý pan Friedemann, Psycho – hudební montáž, hudební úprava (obnovená premiéra)[36]
- Městské divadlo Brno
  - 1993 – Penzion pro svobodné pány[37]
  - 1995 – Povídky z Vídeňského lesa[38]
  - 2002 – Dvě gorily proti mafii[39]
- Divadelní spolek Kašpar
  - Od 1993 – Růže pro Algernon[29]
  - 2000–2011 – Richard III.
  - 2004 – Náměstíčko
  - 2005–2011 – Hamlet
  - Od 2006 – Rosencrantz a Guildenstern jsou mrtvi
  - Od 2007 – Rozmarné léto
  - 2007–2011 – Claudius a Gertruda
  - Od 2011 – Draci noci
  - Od 2011 – Rozmarný bonus
  - 2014 – To nemá chybu[40]
- Divadelní spolek Kašpar (Divadlo Minor)
  - 1993 – Královský hon na slunce[41]
- Divadlo F. X. Šaldy (Šaldovo divadlo)
  - 1994 – Harold a Maude[42]
- Klicperovo divadlo
  - 1994 – Ondina[43]
  - 2007–2009 – Silnice[44]
- Jihočeské divadlo (Studio D)
  - 1994 – Kdes to byl(a) včera v noci[45]
- Městské divadlo Mladá Boleslav
  - 1994 – Koncert[46]
  - 1998–1999 – Pohleď a budeš udiven[47]
  - 2012 – Scapinova šibalství[48]
- Divadelní spolek Kašpar (Divadlo v Celetné)
  - 1995–1998 – Fantomima[49]
  - 1996 – Čiňani (nočník)[50]
  - 1997–2002 – Proměny[51]
  - 1997–1999 – Sestup Orfeův[52]
  - 1998–2002 – Štědrý den[53]
  - 1998 – Léto[54]
  - 2000 – Richard III.[55]
  - 2002 – Mrzák inishmaanský[56]
  - 2003 – Je to v čase[57]
  - 2003 – Norway.Today[58]
  - 2003 – Krysař[59]
  - 2004 – Náměstíčko[60]
  - 2005 – Hamlet[61]
  - 2006 – Rosencrantz a Guildenstern jsou mrtvi[62]
  - 2007 – Rozmarné léto[63]
  - 2007 – To nemá chybu – obnovená premiéra[64]
  - 2007 – Claudius a Gertruda[65]
  - 2010 (obnovená premiéra) – 2014 – To nemá chybu[66]
  - 2011 – Draci noci[67]
  - 2011 – Rozmarný bonus[68]
  - 2012 (obnovená premiéra) – Rosencrantz a Guildenstern jsou mrtvi[69]
  - Od 2015 – Osiřelý západ[70]
  - 2015 – Mrzák inishmaanský – úprava[71]
- Divadlo Na zábradlí
  - 1995–1999 – Cabaret – hudební aranžmá[72]
- Národní divadlo moravskoslezské (Divadlo Jiřího Myrona)
  - 1996 – Král Lear[73]
  - 1999–2002 – Romeo a Julie[74]
  - 2002–2006 – Garderobiér[75]
- Národní divadlo moravskoslezské (Divadlo Antonína Dvořáka)
  - 1996 – Harold a Maude[76]
- Divadlo v Řeznické (Divadlo Viola)
  - 1997–1999 – Orchestr[77]
- AMU HAMU Katedra tance (Divadlo pod Palmovkou)
  - 1997 – Absolventské představení studentek taneční katedry HAMU oboru choreografie Cabaret – hudební aranžmá[78]
- Image Theatre (Černé divadlo Image)
  - 1997 – The Best of Image[79]
- Východočeské divadlo Pardubice (Městské divadlo Pardubice)
  - 1997–1999 – Pozvání na zámek[80]
  - 2004–2006 – Tři mušketýři[81]
  - 2004–2007 – Princezna se zlatou hvězdou na čele[82]
- Národní divadlo (Stavovské divadlo)
  - 1998 – Isadora Duncan – výběr hudby[83]
  - 1999–2002 – Oněgin – hudební režisér[84]
  - 2009 – Faust – hudební spolupráce a hudební režisér[85]
  - Od 2014 – Valmont – hudební režisér[86]
- Divadlo Ungelt
  - 1998 – Nechci být ta druhá[87]
  - 2003 – Já jsem já – hudební dramaturgie[88]
  - 2004 – Ráno, když vstávám...[89]
  - 2005–2008 – Vítej, lásko[90]
  - Od 2011 – Vzpomínky zůstanou – hudební spolupráce[91]
- Divadlo tvůrčích osobností (Divadlo Na Fidlovačce)
  - 1999 – Jak to vidí Amy[92]
- Divadlo Na Fidlovačce
  - 1999–2003 – Jak to vidí Amy[93]
  - 2000 – Člověk, zvíře a ctnost[94]
  - 2003–2004 – Jak se vám líbí[95]
- Divadlo Na Prádle
  - 2001–2002 – Pohleď a budeš udiven – obnovená premiéra[96]
  - 2006 – I motýli jsou volní[97]
- Letní shakespearovské slavnosti
  - 2002–2003 – Král Lear[98]
  - 2004–2005 – Romeo a Julie[99]
- Divadlo v Dlouhé
  - 2002–2006 – Garderobiér[75]
- Divadlo Viola
  - 2002 – Krajina za tisíc let[100]
- Divadlo J. K. Tyla (Komorní divadlo Plzeň)
  - 2004–2005 – Malý pan Friedmann, Psycho[101]
  - 2005–2006 – Macbeth – hudební spolupráce[102]
  - Od 2006 – ...i motýli jsou volní
- Divadlo Bez zábradlí
  - Od 2004 – Cikáni jdou do nebe – hudební úprava[103]
  - Od 2004 – Milostné dopisy[104]
  - 2007–2008 – Pohled z mostu – hudební spolupráce[105]
- Divadlo J. K. Tyla (Velké divadlo)
  - 2006–2008 – Královna Margot[106]
  - 2006 – Cyrano z Bergeracu – scénická hudba[107]
  - 2007 – Strýček Váňa[108]
  - 2009–2012 – Romeo a Julie – scénická hudba[109]
  - 2009 – Vánoční koncert v Divadle J. K. Tyla[110]
  - 2009 – Lucerna[111]
  - 2010–2012 – Lev v zimě[112]
  - 2012 – Lakomec[113]
- Horácké divadlo
  - 2007–2009 – Donaha! – hudební spolupráce[114]
- Slovácké divadlo
  - 2005 – Donaha! – hudební spolupráce (nahrávka)[115]
  - 2010–2014 – Cikáni jdou do nebe – hudební aranžmá[116]
- Docela velké divadlo
  - 2007 – Milion liber[117]
  - 2011 – Ubohý Cyrano[118]
- Divadlo na Vinohradech (velká scéna)
  - 2000–2001 – Huncléder (Psí kůže)[119]
  - 2002–2004 – Howard Katz[120]
  - 2006 – Jistě, pane ministře – hudební spolupráce[121]
  - 2007 – Lásky hra osudná[122]
  - 2007–2009 – Adina[123]
  - 2009 – Obchodník s deštěm[124]
  - 2009–2012 – Zkouška orchestru[125]
  - 2011–2012 – Caesar[126]
  - 2012–2013 – Byl jsem při tom[127]
- Divadlo na Vinohradech (Zkušebna)
  - 2007 – Lásky hra osudná
- Agentura Harlekýn
  - 2007 – Lásky hra osudná
  - 2011 – Lásky hra osudná[128]
- Divadlo Hybernia
  - Edith Piaf, R. Fišarová
- Agentura Harlekýn (Divadlo U Valšů)
  - 2011–2015 – Hodný pan doktor – hudební spolupráce[129]
- Divadlo Minaret
  - Od 2000 – Stvoření světa
  - Od 2002 – O chaloupce z perníku[130]
  - Od 2004 – Myšáci jsou rošťáci!
  - Od 2009 – Pohádkový minaret aneb Do pohádky tam a zpět – hudební spolupráce[131]
- Jihočeské divadlo (Otáčivé hlediště Český Krumlov)
  - Od 2001 – Tři mušketýři[132]
  - 2003 – Lucerna[133]
- Divadlo Josefa Kajetána Tyla (Velké divadlo)
  - 2006 – Cyrano z Bergeracu
  - 2009–2011 – Lucerna
  - 2010–2012 – Lev v zimě
  - 2009–2012 – Romeo a Julie
  - 2012–2015 – Lakomec
  - 2012–2014 – Sestup Orfeův
  - 2013–2015 – Jak se vám líbí[134]
- Docela velké divadlo (inscenace pro dospělé a mládež)
  - Od 2007 – Milion liber
  - Od 2011 – Ubohý Cyrano
- Moravské divadlo Olomouc
  - 2008 – Edith - vrabčák z předměstí
- Městské divadlo v Mostě
  - 2010–2011 – Donaha! – hudební provedení (nahrávka)[135]
- Městské divadlo Mladá Boleslav (velká scéna)
  - Od 2012 – Scapinova šibalství
- Národní divadlo Brno (Mahenovo divadlo)
  - Od 2013 – Králova řeč[136]
- Divadlo Petra Bezruče
  - 2013 – Mrzák Inishmaanský
- Divadlo J. K. Tyla (Nové divadlo)
  - Od 2014 – Freddie – The King of Queen

### Skladba
- Národní divadlo (Stavovské divadlo)
  - 1994 – Někdo to rád horké[137]
  - 2001 – Někdo to rád ... – obnovená premiéra
  - 2009 – Faust[85]
- Národní divadlo
  - 1994 – Čajkovskij[138]
  - 2003 – Lucrezia Borgia[139]
- B & B (Divadlo Adria)
  - 1998 – Kráska a zvíře[140]
- Divadlo J. K. Tyla (Velké divadlo)
  - 1998 – Čertoviny[141]
  - 2003–2005 – Někdo to rád horké[142]
- Divadlo J. K. Tyla (Komorní divadlo Plzeň)
  - 2000–2011 – Edith, vrabčák z předměstí[143]
  - 2008 – Čachtická paní[144]
- Divadlo v Dlouhé
  - 2002 – Edith Piaf - vrabčák z předměstí[145]
- Moravské divadlo Olomouc (Velké divadlo Olomouc)
  - 2003–2005 – Edith, vrabčák z předměstí[146]
- Národní divadlo Brno (Mahenovo divadlo)
  - 2004 – Edith, vrabčák z předměstí[147]
- Státní opera Praha
  - 2008 – Fantom opery[148]
- Severočeské divadlo opery a baletu
  - 2008–2009 – Edith, vrabčák z předměstí[149]
- Divadlo Hybernia
  - 2012 – Lucrezia Borgia[150]

### Vybrané divadelní role
- Divadlo Ungelt
  - 1998 – Nechci být ta druhá (U piána)[151]
  - 2001–2003 – Líp se loučí v neděli (klavírní doprovod) – vystupoval v alternaci s Pavlem Větrovcem[152]
  - 2005 – Zastavte se u nás... (u piána) – vystupoval v alternaci s Karlem Štolbou[153]
  - Od 2010 – S nebývalou ochotou... (doprovází hudební skupina Petra Maláska) – vystupuje v alternaci s hudební skupinou Karla Štolby[154]
- Lyra Pragensis
  - 2002 – Hosté Ivany Tetourové. Hana Hegerová (klavírní doprovod)[155]
- Státní opera Praha
  - Tribute
  - 2003 – Já jsem já (u piána) – vystupoval v alternaci s Karlem Štolbou[88]
  - Od 2010 – S nebývalou ochotou... – vystupuje v alternaci

### Autor nebo spoluautor inscenací
- Národní divadlo (Stavovské divadlo)
  - 1998 – Isadora Duncan[83]
- Divadlo Bez zábradlí
  - Od 2004 – Cikáni jdou do nebe
- Moravské divadlo Olomouc
  - 2008 – Edith - vrabčák z předměstí
- Divadlo Ungelt
  - Od 2010 – S nebývalou ochotou...[154]
- Slovácké divadlo (hlavní scéna)
  - Od 2010 – Cikáni jdou do nebe
- Divadlo Hybernia
  - 2012–2013 – Lucrezia Borgia

### Dirigent
- Divadlo F. X. Šaldy (Šaldovo divadlo)
  - 2005 – Donaha! – dirigent nahrávky[156]
- Divadlo Ungelt
  - 2013–2015 – Touha jménem Einodis

### Námět
- Moravské divadlo Olomouc
  - 2008 – Edith - vrabčák z předměstí
- Národní divadlo Brno
  - 2012–2013 – Edith - vrabčák z předměstí

### Scéna
- Divadlo na Vinohradech (velká scéna)
  - Od 2015 – Plačící satyr